# Alwyn Jones
Alwyn Jones (né le 28 février 1985) est un athlète australien, spécialiste du triple saut.

## Carrière
Il remporte avec un saut de 16,75 m la médaille de bronze lors des Jeux du Commonwealth de 2006. Son meilleur saut est de 16,83 m réalisé à Brisbane le 19 mars 2009.
Le 10 février 2019, il saute 16,30 m à Canberra, avant de remporter en juin la médaille d’or lors des Championnats d’Océanie à Townsville.